# Bradysia fallaciosa
Bradysia fallaciosa är en tvåvingeart som först beskrevs av Menzel 1995.  Bradysia fallaciosa ingår i släktet Bradysia och familjen sorgmyggor.
Artens utbredningsområde är Nepal. Inga underarter finns listade i Catalogue of Life.